# Ala ud-Din Khalji
Ala ud-Din Khalji oder Ala ud-Din Khilji (* um 1266/67 als Ali Gurshasp; † 1316); war von 1297 bis 1316 Sultan von Delhi.

## Geschichte
Nach der Ermordung seines Onkels und Schwiegervaters Jalal ud din Firoz Khalji (1296/97) machte sich Ala ud-Din selbst zum Sultan. Seine Herrschaft war vom Überlagerungsfeudalismus der Sklavendynastie und ihrer zentralasiatischen Vorfahren gekennzeichnet, also dem gewaltsamen Eintreiben von Steuergeldern aus der lokalen Bevölkerung mit Hilfe von berittenem Militär. Die Reiterkrieger konnten in kürzester Zeit weite Distanzen zurücklegen, was dem Sultan erlaubte, von ausgesprochen zentraler Position aus Raubzüge zu unternehmen und von der lokalen Bevölkerung Steuern einzutreiben.
Reale und legendenhafte Züge trägt die Belagerung und spätere Eroberung der Festung von Chittorgarh im Jahr 1303. Angeblich weil er die schöne Prinzessin Padmini zur Frau begehrte, belagerte er monatelang die Stadt. Zum Schluss wagten die Belagerten einen selbstmörderischen Ausfall und die Frauen begingen Massenselbstmord (jauhar). Im Rahmen der Eroberung der Hindu-Fürstentümer Ranthambhor (1301), Malwa (1305), Devagiri (1308), Warangal (1310), Hoysala und Pandya (1311) sind derartige Ereignisse nicht überliefert. In den Jahren 1298 bis 1304 unterwarf seine Armee auf mehreren Feldzügen Gujarat.
Aufgrund der militärischen Überlegenheit der Reiterkrieger bestand kein Interesse daran, die Bevölkerung eines eroberten Gebietes zu inkorporieren, wie es im späteren Mogulreich geschah. Der Sultan war der erste Kommandeur der Armee, gefolgt vom Kriegsminister (Ariz-i-Mamalik). Ala ud-Dins Armee führte die Huliya ein, das Dokumentieren einer ausführlichen Beschreibung eines jeden Soldaten und das Brandmarken der Kavalleriepferde mit den königlichen Insignien. Diese Methoden wurden für mittelalterliche indische Armeen zum Standard.
Von chronischem Geldmangel durch den Unterhalt der teuren Pferde getrieben, unternahm Ala ud-Din einige Raubzüge in den Dekkan, um die leeren Staatskassen aufzufüllen. Der zum Islam übergetretene Hindu und Armeekommandeur Malik Kafur verstand es, die enorme Interventionsreichweite der Kavallerie für solche Raubzüge zu nutzen. Weite Teile des reichen Königreichs Devagiri wurden erobert und geplündert (1308), weil es sich weigerte, Tribut zu zahlen. Fortan diente es als Basis für weitere kriegerische Unternehmungen auf dem Dekkan und Südindien.
Nachdem der mongolischstämmige Kommandeur Abachi versucht hatte Malik Kafur zu ermorden, ließ der Sultan ihn hinrichten. Ala ud-Din glaubte, von den in Delhi ansässigen Mongolen könnte eine Konspiration gegen ihn ausgehen; deshalb ordnete er ihre Verhaftung an. Es wird berichtet, 20.000 von ihnen seien hingerichtet worden. Insgesamt musste sich Ala ud-Din viermal in offenen Feldschlachten mit den als unbesiegbar geltenden Mongolen auseinandersetzen.

## Bauten
Auf Ala ud-Din Khalji ist die letzte Erweiterung der Quwwat-ul-Islam-Moschee im Qutb-Komplex (Delhi) zurückzuführen, zu der auch der unvollendete Turm des Alai Minar gehört. Als Meisterwerk indo-islamischer Architektur gilt der Torbau des Alai Darwaza, welcher ca. 250 Jahre vor dem Humayun-Mausoleum bereits in weitaus stärkerem Maße als dieses mit den Farben des verwendeten Steinmaterials (roter Sandstein und weißer Marmor) spielt. Südwestlich der Moschee ließ Ala ud-Din eine Koranschule (madrasa) und ein Kuppelmausoleum erbauen, in welchem er nach seinem – von Malik Kafur herbeigeführten(?) – Tod (4. Januar 1316) auch beigesetzt wurde.

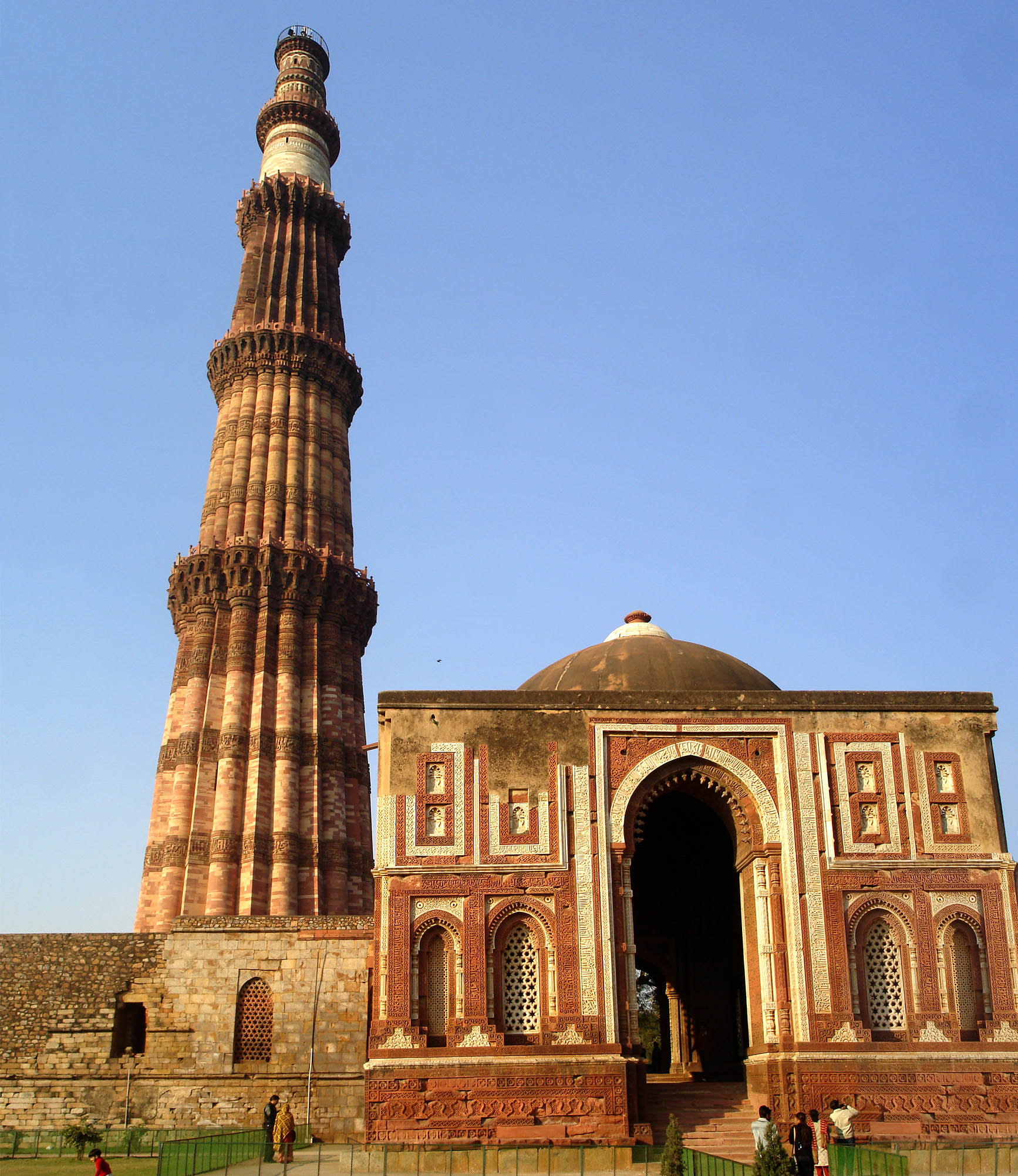
Alai Darwaza und Qutb Minar
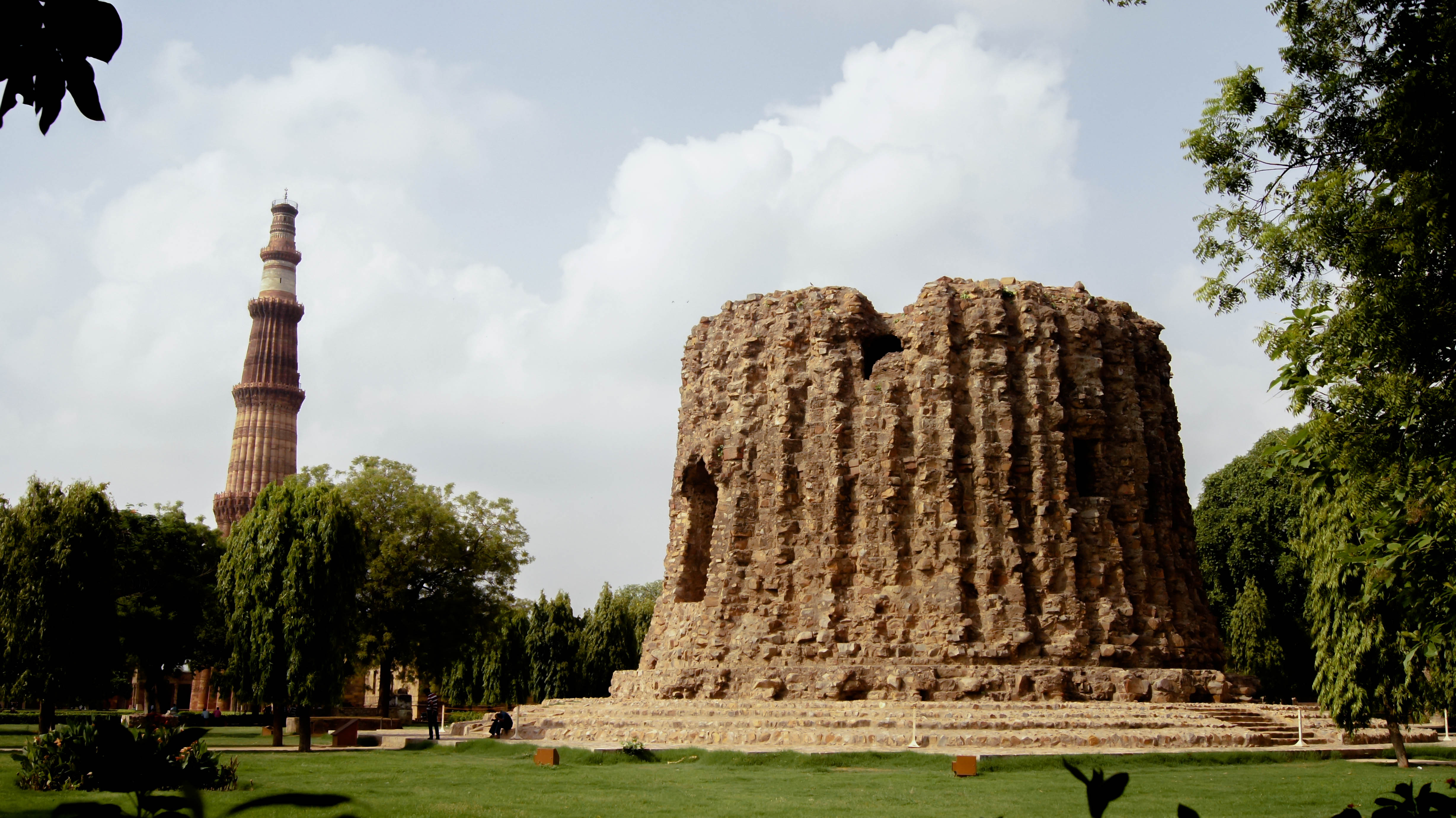
Alai Minar (im Hintergrund Qutb Minar)
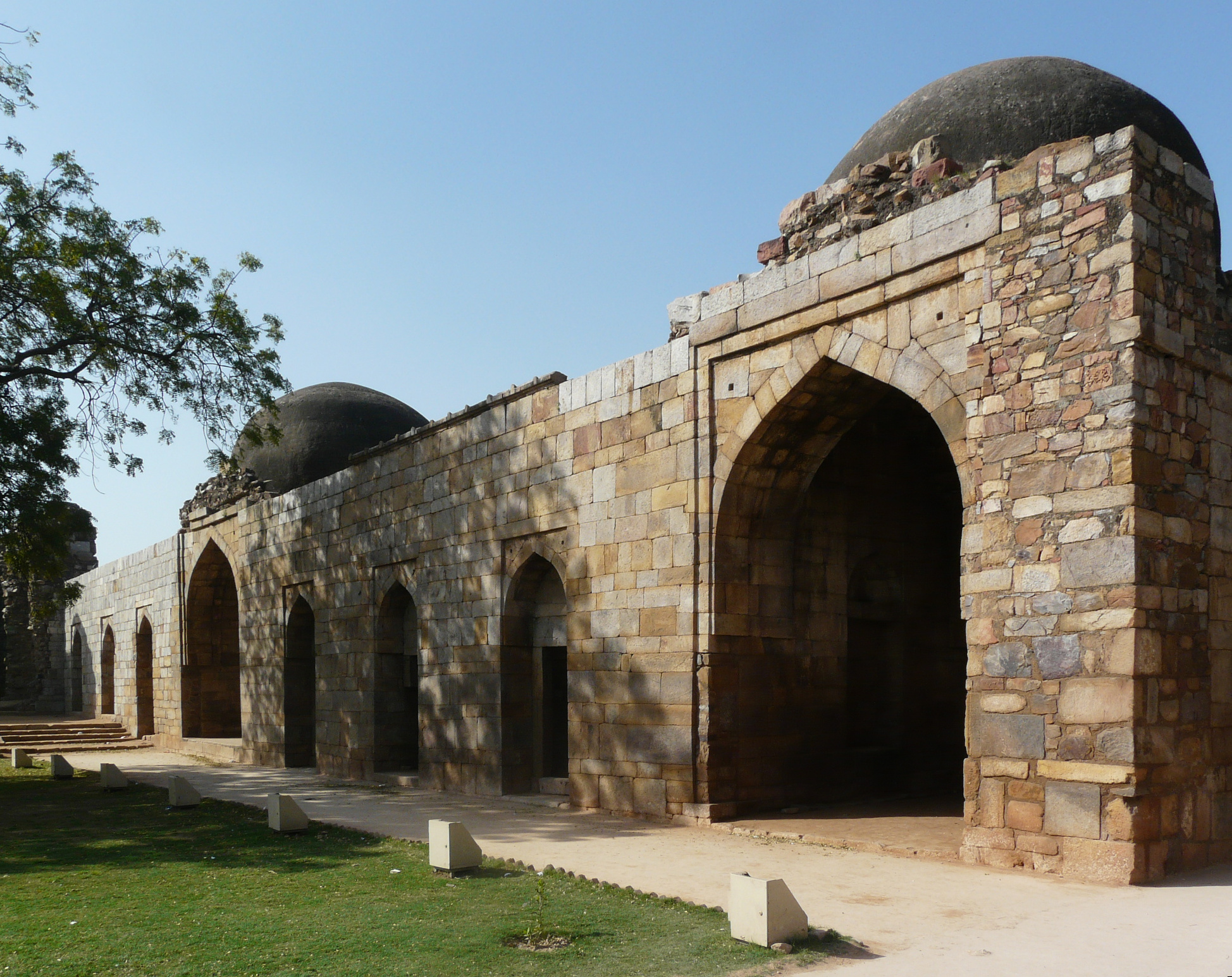
Madrasa Ala ud-Dins im Qutb-Komplex
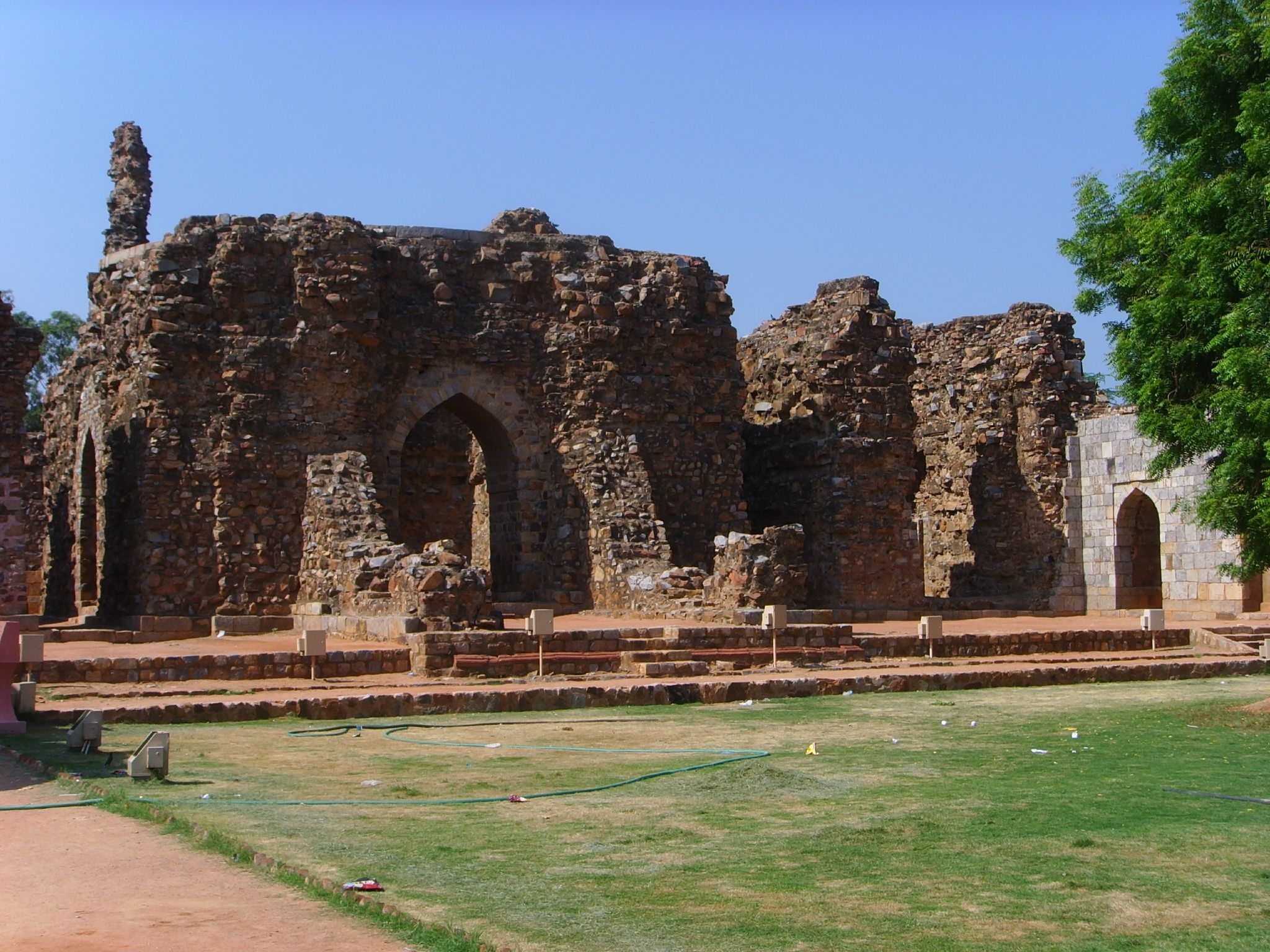
Mausoleum Ala ud-Dins

## Münzen
Unter der Herrschaft Ala ud-Dins erlebten Handel und Wirtschaft im Norden Indiens eine wirtschaftliche Blütezeit, von der verschiedene Münzprägungen Zeugnis ablegen. Wie in der islamischen Welt lange Zeit üblich (siehe Bilderverbot im Islam) zeigen die Münzen weder Herrscherporträts noch Symboltiere (Adler, Löwe etc.).

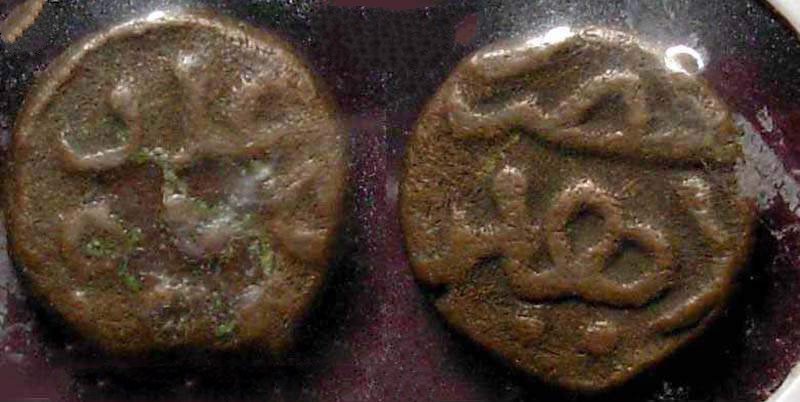
Halber Gani (Kupfermünze)
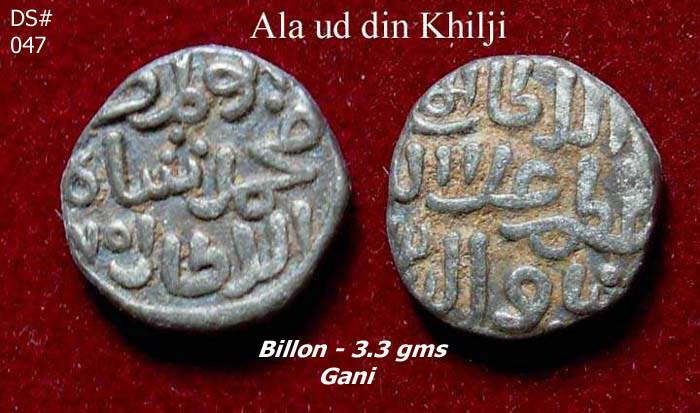
Gani (Billonmünze)
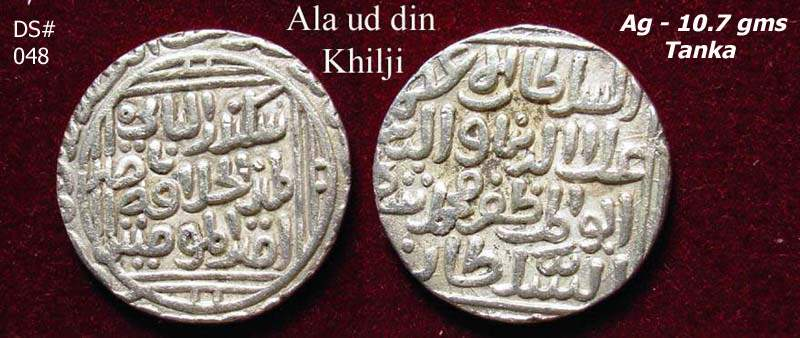
Tanka (Silbermünze)